# Alketas I z Epiru
Alketas I (gr: Ἀλκέτας, Alkétas) (ur. ok. 420, zm. ok. 370 p.n.e.) – król epirockich Molossów z dynastii Ajakidów od ok. 390 p.n.e. do swej śmierci. Syn Tarypasa, króla Molossów.
Z nieznanych powodów Alketas został wygnany ze swego królestwa i schronił się u Dionizjusza I, tyrana Syrakuz. Dzięki jego pomocy został przywrócony do władzy. Po restauracji znajdujemy go sprzymierzonego z Ateńczykami i Jazonem z Feraj, tagosem Tessalii. W r. 373 p.n.e. Alketas zjawił się w Atenach wraz z Jazonem, celem bronienia ateńskiego wodza Tymoteusza, który, dzięki ich wpływom został uwolniony. Alketas posiadał, tak jak ojciec, honorowe obywatelstwo ateńskie. Królestwo Epiru aż do jego czasów było rządzone tylko przez jednego króla. Po jego śmierci państwo zostało podzielone, bowiem jego synowie, Neoptolemos I i Arybbas, dotąd kłócili się, aż dokonali podziału państwa na dwie równe części.